# تيمي ترامبيت
تيموثي جاد سميث (Timothy Jude Smith)  و يعرف أكثر باسمه الفني تيمي ترمبيت (Timmy trumpet )  من مواليد 9 يونيو 1989.هو دي جي ومنتج موسيقي أسترالي مختص في موسيقى الهاوس. انطلاقته كانت مع أداءه بألة البوق أثناء احتفالات موسيقى الرقص الإلكترونية بإيبيزا .

## روابط خارجية
- تيمي ترامبيت على موقع ميوزك برينز (الإنجليزية)
- تيمي ترامبيت على موقع ميوزك برينز (الإنجليزية)
- تيمي ترامبيت على موقع أول ميوزيك (الإنجليزية)
- تيمي ترامبيت على موقع ديسكوغز (الإنجليزية)